# Provinciale weg 367
De provinciale weg 367 (N367) is een provinciale weg in de Nederlandse provincie Groningen, die een verbinding vormt tussen Nieuwe Pekela en de A7 bij Winschoten. Onderweg sluit de weg bij Oude Pekela aan op de N972, bij Blijham op de N368. Ten noorden van Winschoten verlopen de N966 richting Beerta en de N967 richting Finsterwolde.
De weg is uitgevoerd als tweestrooks-gebiedsontsluitingsweg met een maximumsnelheid van 80 km/h. Inhalen is buiten de bebouwde kom niet toegestaan. Tussen de beide Pekela's heet de weg Provincialeweg, in de gemeente Westerwolde Turfweg en Winschoterweg en in de gemeente Oldambt Oostelijke Rondweg.
N34 · N46 · N351 · N353 · N354 · N355 · N356 · N357 · N358 · N359 · N360 · N361 · N362 · N363 · N364 · N365 · N366 · N367 · N368 · N369 · N370 · N371 · N372 · N373 · N374 · N375 · N376 · N377 · N378 · N379 · N380 · N381 · N382 · N383 · N384 · N385 · N386 · N387 · N388 · N390 · N391 · N392 · N393 · N398

N851 · N852 · N853 · N854 · N855 · N856 · N857 · N858 · N860 · N861 · N862 · N863 · N865 · N910 · N913 · N917 · N918 · N919 · N924 · N927 · N928 · N962 · N963 · N964 · N966 · N967 · N969 · N972 · N973 · N974 · N975 · N976 · N977 · N978 · N979 · N980 · N981 · N982 · N983 · N984 · N985 · N986 · N987 · N988 · N989 · N990 · N991 · N992 · N993 · N994 · N995 · N996 · N997 · N998 · N999

Cursief vermelde wegen zijn voormalige provinciale wegen.